# Ameriška Samoa
Ameriška Samoa je neorganizirano in nevključeno ozemlje Združenih držav Amerike v Južnem Tihem oceanu.
Današnja Ameriška Samoa je bila prvotno naseljena že do 1000 pr. n. št., evropski raziskovalci pa so jo dosegli v 18. stoletju. Mednarodna nasprotovanja so se pomirila v 19. stoletju s sporazumom iz leta 1899, s katerim sta Nemško cesarstvo in Združene države Amerike razdelili samoaški arhipelag. ZDA so naslednje leto formalno zasedle svoj delež - manjšo skupino vzhodnih otokov skupaj s pomembnim pristaniščem Pago Pago, zahodnim otokom pa se je uspelo osvoboditi nemške nadoblasti in so zdaj neodvisna država Samoa.
Čeprav ameriški kongres pravno ni uredil statusa tega ozemlja z organskim aktom, kot za druga ozemlja, uživa Ameriška Samoa samoupravo in ima ustavo, ki je začela veljati 1. julija 1967.